# Ерік Лаксман
Е́рік (Кири́ло) Ла́ксман, також Е́ріх Ла́ксманн (швед. Eric (Erich) Laxman; 27 липня (7 серпня) 1737, Нюслот (Нейшлот), Швеція, нині Савонлінна, Фінляндія — 5 (16) січня 1796) — видатний вчений і мандрівник шведського походження, хімік, зоолог, ботанік, географ. Академік Петербурзької академії наук (1770) та Шведської академії наук.
Ерік Лаксман народився 27 липня (7 серпня) 1737 року у Швеції в с. Нюслот (Нейшлот) у родині дрібного торговця. Швед.
Наприкінці життя проживав у Російській імперії, на станції Древянская Тобольської губернії.
Ерік Густавович помер 5 (16) січня 1796 року у віці 58 років.
Ерік Лаксман — автор опису таких видів як мідиця середня, бурундук сибірський, роду рослин Koelreuteria. 
На його честь названо 10 таксонів рослин (Laxmannia, рогіз лаксманів, горлянка Лаксманна тощо).

## Нагороди
- Золота медаль від Катерини II за внесок у розвиток музеїв.
- Дві золотих медалі від шведського короля Густава III за експонати, надіслані у шведські наукові товариства.